# Clas på Hörnet

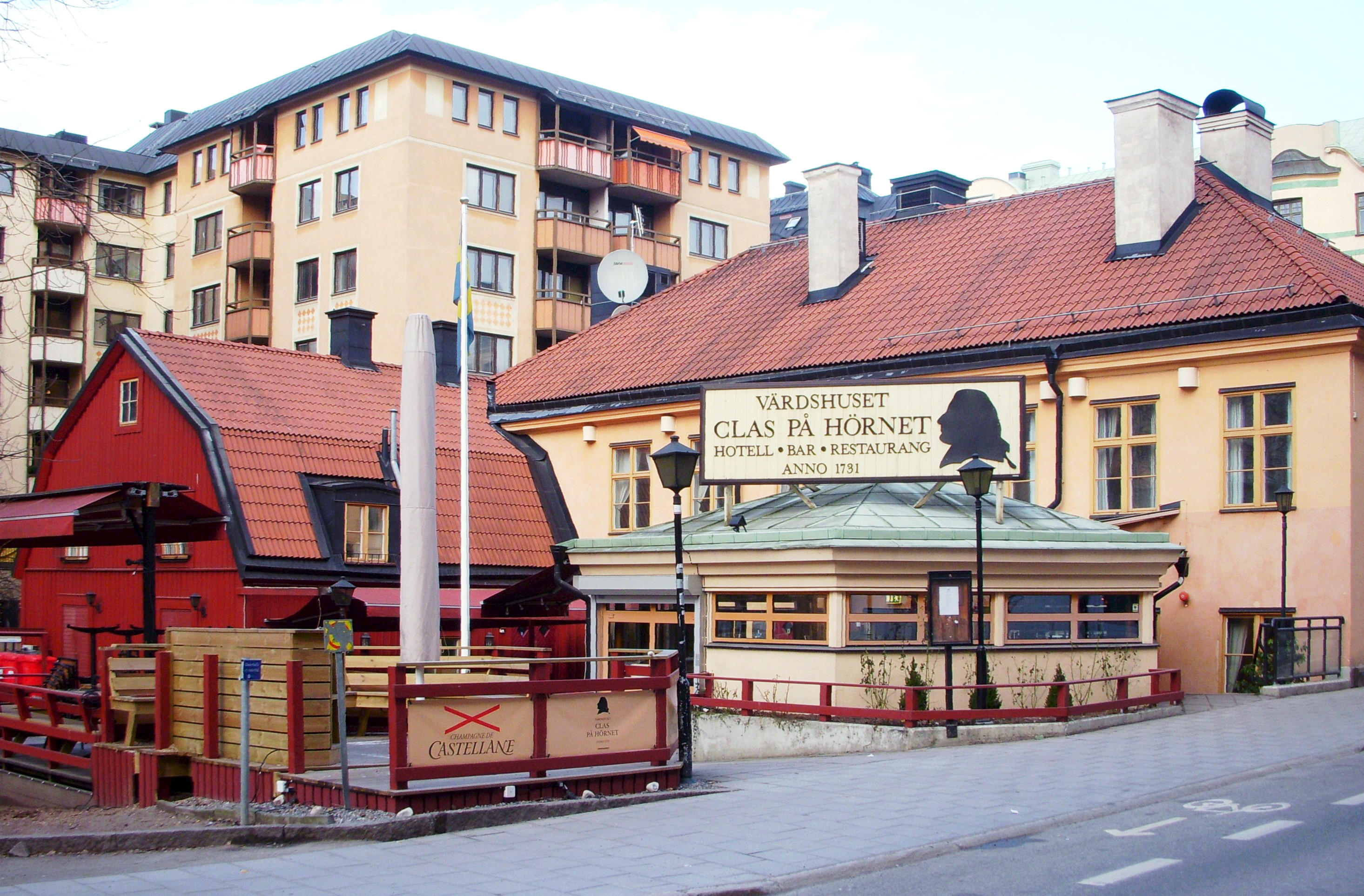
Clas på Hörnet i februari 2009.

Clas på Hörnet är ett historiskt värdshus och en restaurang i hörnet Surbrunnsgatan 20 / Birger Jarlsgatan i Vasastan i Stockholm som har anor från 1700-talet. Stället har även givit upphov till kvartersnamnet Clas på hörnet. Fastigheten är blåmärkt av Stadsmuseet i Stockholm vilket innebär att den utgör "synnerligen höga kulturhistoriska värden".

## Historik

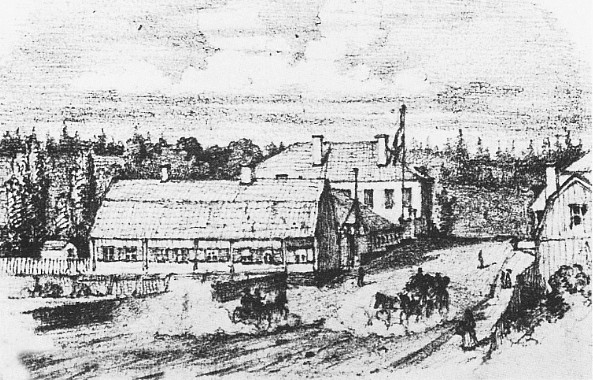
Teckning från 1800-talet.

På nyåret 1731 sålde hovrättsadvokaten Johan Hjärpe sin egendom "Hjärpes malmgård" belägen i hörnet av Roslagstull / Surbrunnsgatan. Hit reste folk för att ”dricka brunn” och en del av Hjärpes tomt förvärvades av källarmästaren Clas Browall för att här inrätta ett värdshus. Browall var inte ny i branschen, han hade tidigare arbetat på Kastenhof vid nuvarande Gustav Adolfs torg och som källardräng på krogen Ingemarshof, där hans maka Annika också var anställd som värdshusvärd. Paret köpte sedan hörntomten med gemensamma pengar och öppnade 1731 sitt värdshus, till en början under namnet Browallshof. Verksamheten bytte snart namn till Clas på Hörnet efter sin ägare och hörnläget. 

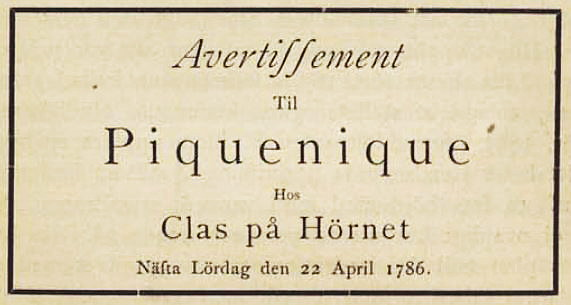
"Piquenique" (picknick) hos Clas på Hörnet den 22 april 1786.

Paret Browall skötte rörelsen gemensamt, och Clas på Hörnet, som låg bra till nära hälsokällan Surbrunnen och Roslagstull, blev snabbt en av de mest framgångsrika i det dåtida Stockholm. Snart byggdes värdshuset till och kunde därefter erbjuda fem ”rum för resande”.

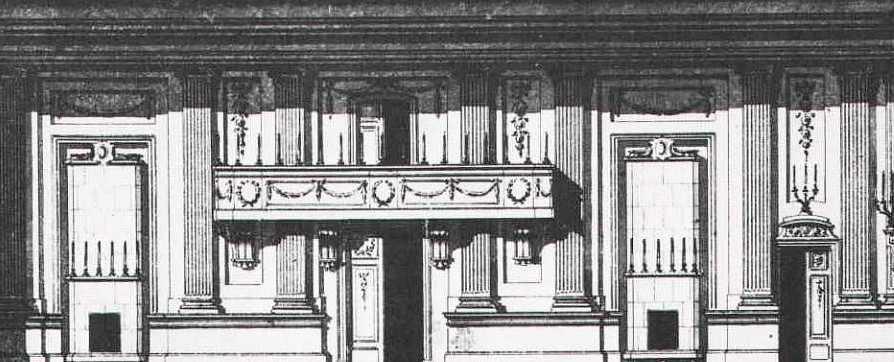
Ritning till danssalongens västra långsida av Petrus Serén omkring 1784.

Clas på Hörnet inrymde stadens största danssalong, och vid Browalls död 1742 stod en stor mängd människor ur alla samhällsklasser i skuld till honom, vilket speglade kundkretsen. Även kvinnliga medlemmar av adeln frekventerade Clas på Hörnet, något som då var ovanligt för en kvinna ur adeln. Bland dess gäster fanns Fredrik I, som 1745 närvarade vid en berömd danstillställning i krogen, där han presenterades för en ersättare till Hedvig Taube.
Efter Clas Browalls död fortsatte Annika Browall ensam rörelsen till 1749.  Hon efterträddes av en tysk kock, Johan Hartong, som överlämnade rörelsen till Johan Lindroth. Men verksamheten led under nya, strängare förordningar som bland annat förbjöd all servering av kaffe och choklad. Hartong sålde till Johan Söderman som strax efter övertagandet avled och hans hustru Lisa fick ta över den trassliga och besvärliga driften av värdshuset.
Clas på Hörnet övertogs 1774 av traktören Petter Helin P:son från Lisa Söderman. På Gustav III:s tid hade läget förbättrats för värdshusidkare och krögaryrket blev på modet igen. Han rustade upp med nya golv, kakelugnar av porslin i alla rum och en ny danssalong med tio rum, varefter rörelsen åter blomstrade under den gustavianska tiden. En av gästerna var Carl Michael Bellman, som också besjungit Clas på hörnet i sina epistlar:
"Kom öppna vårt tempel!
Höj Kransen till skylt!
Se kittlarna fyllas
med nektar och sylt!
Druvorna pressas
Trattarne vässas. . ."

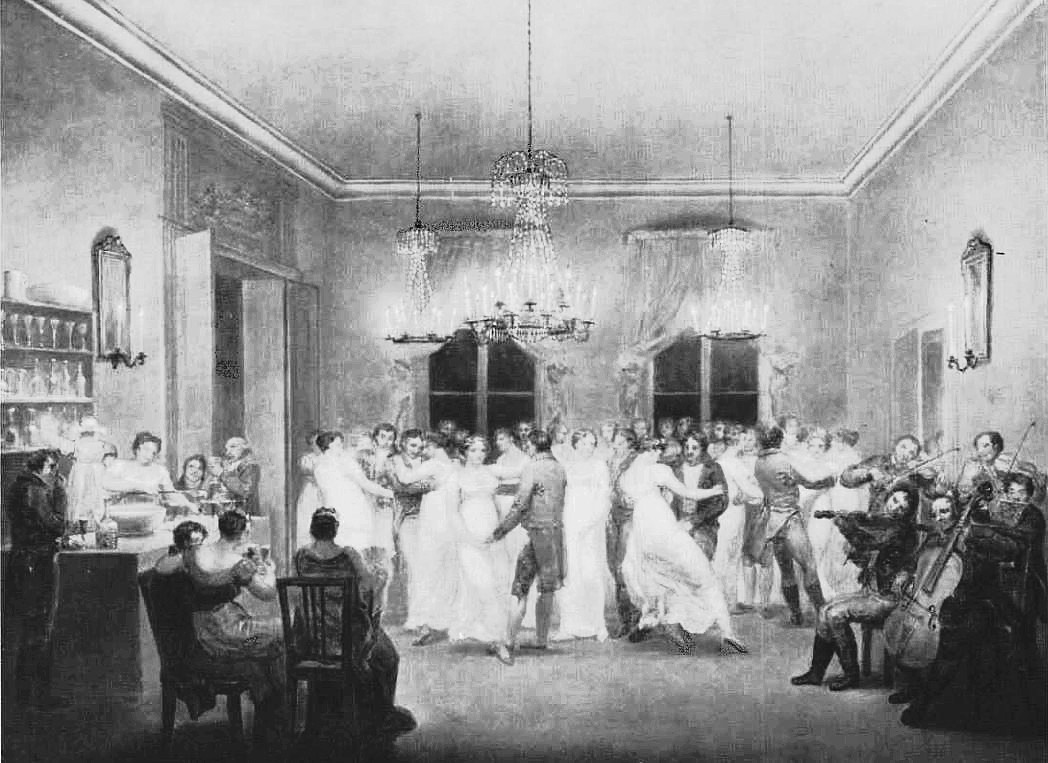
I balsalen av Alexander Lauréus 1814.

År 1782 figurerade krogen i en skandal kring den avskedade hovfunktionären Carl Anders von Plommenfeldt. På en ruta i lokalen stod då: "Gustaf III, den främste medborgaren", varpå Plommenfeldt tillade: "Han har varit det men är nu den främste skälmen". Han dömdes senare i sin frånvaro till döden för majestätsbrott.
Efter åtta år som värdshusvärd bytte Helin yrkesbana och blev tobaksfabrikör. Hans efterträdare, Carl Westman, byggde till, bland annat med en danslokal som stod färdig 1784. Westman fick, trots framgångar, ekonomiska problem. Han hade svårt att beräkna åtgången av matvaror och saknade bokföring. 1788 gick stället i konkurs och auktionerades bort. Carl Westmans bror, Abraham, förvärvade konkursboet och sålde det vidare till Johan Stahre.
I början av 1800-talet gjordes ett försök att väcka den gamla brunnsdrickningen till liv med hjälp av källan vid Uggelvik, och man återuppväckte då traditionen med baler i Clas på Hörnet, nu kallade Uggleviksbalerna. Dessa fick dock dåligt rykte som muffbaler, och krogen förlorade sitt anseende.

## Fastigheten köps av Stockholms stad

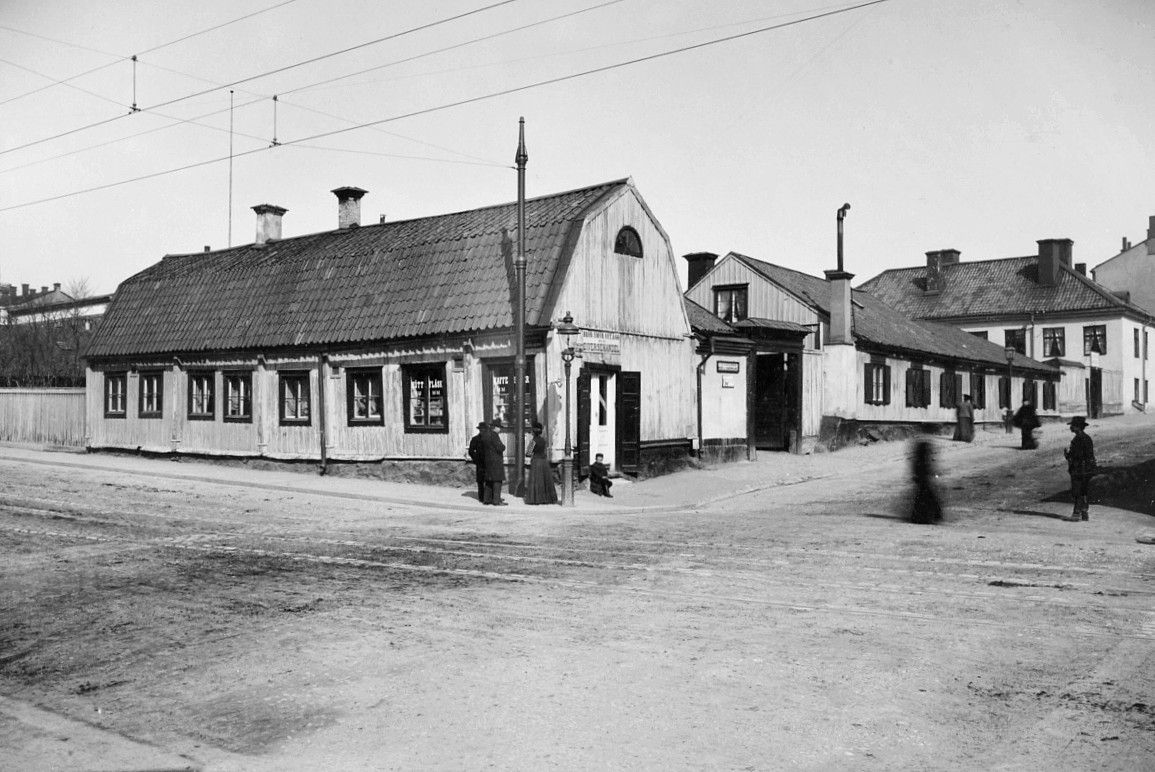
Bebyggelsen sedd från Surbrunnsgatan 1904. I bakgrunden syns danssalongen som är kvar än idag.

Stockholms stad använde från 1834 huset som sjukhus under den koleraepidemi som då grasserade i staden. När epidemin var över tog det sju år innan byggnaden ansågs vara sanerad. Från 1841 till 1865 inrymde fastigheten åter en krog under änkefrun Anna Stark. 
Efter 1865 var värdshusepoken vid Surbrunnsgatan definitivt över. 1877 övertogs fastigheten av Stockholms stad. Hit förlades bland annat renhållningsverkets kaserner. Under större delen av 1900-talet har J E Zachrissons Akeri och Renhållningsverk varit hyresgäst. I övervåningen fanns till en början en stor lägenhet för åkeriägaren, den delades upp i smålägenheter på 1930-talet. Enligt en stadsplan från 1973 skulle Clas på Hörnets byggnader rivas och hela kvarteret innehålla bostäder. 
Förslaget vållade protester från allmänheten och 1975 bildades Kulturminnesforeningen Clas på hörnet i syfte var att verka för byggnadernas bevarande. 1976 beslöt  kommunfullmäktige att behålla den historiska bebyggelsen för att bli  bostadshotell för pensionärer. Det fanns även förslag att nyttja bebyggelsen som barndaghem, armenisk kyrka och kontors- eller utbildningslokaler. Under alla dessa år har husen stått tomma och förfallit alltmer. Allt allt utom annexet revs, vilket fortfarande står kvar. På det avrivna området anlades 2006 Monica Zetterlunds park.

## Clas på Hörnet återuppstår
År 1983 träffades avtal med AB Krogarna - Christer von Arnold om restaurangrörelse på platsen och 1984 återinvigdes Clas på Hörnet igen som krog under ledningen av krögaren Christer von Arnold. Stadsmuseet i Stockholm välkomnade att det åter skulle bli restaurang i kvarteret. Det som fanns kvar från Carl Westmans tid blev grunden till en ny restaurang och ett hotell med 17 rum inredd i gustaviansk stil. För ritningarna stod K-konsults arkitektavdelning. Anläggningen består idag av ett gulputsat korsvirkeshus i två våningar mot Birger Jarlsgatan och en rödmålad flygel i trä inåt gården. Flygeln är ett nybygge med betongstomme vilken ersatte en liknande byggnad som var i dåligt skick med delvis rutten stomme. I vinkeln mot innergården står en nybyggd paviljong.
I slutet av 1990-talet sköttes stället av krögaren och kokboksförfattaren Nils Emil Ahlin. Efter omfattande renoveringar under 2014 öppnade värdshuset på nytt, med det nygamla namnet Browallshof hotell och matsal. 2019 hade skylten ”Clas på Hörnet” åter kommit på plats. Restaurangen håller öppet för större sällskap som bokar egen fest.

## Nutida bilder

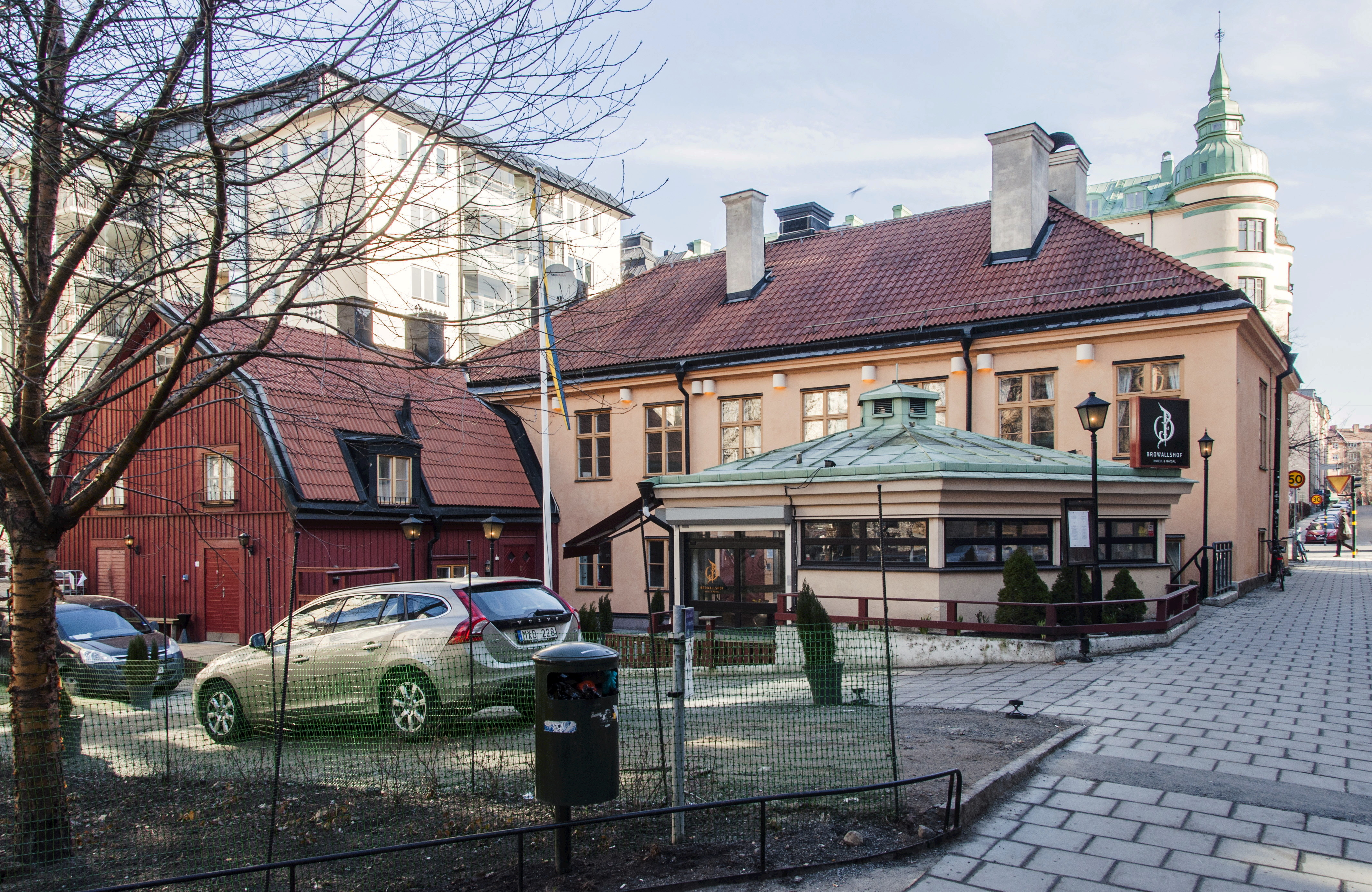
Browallshof i mars 2014.
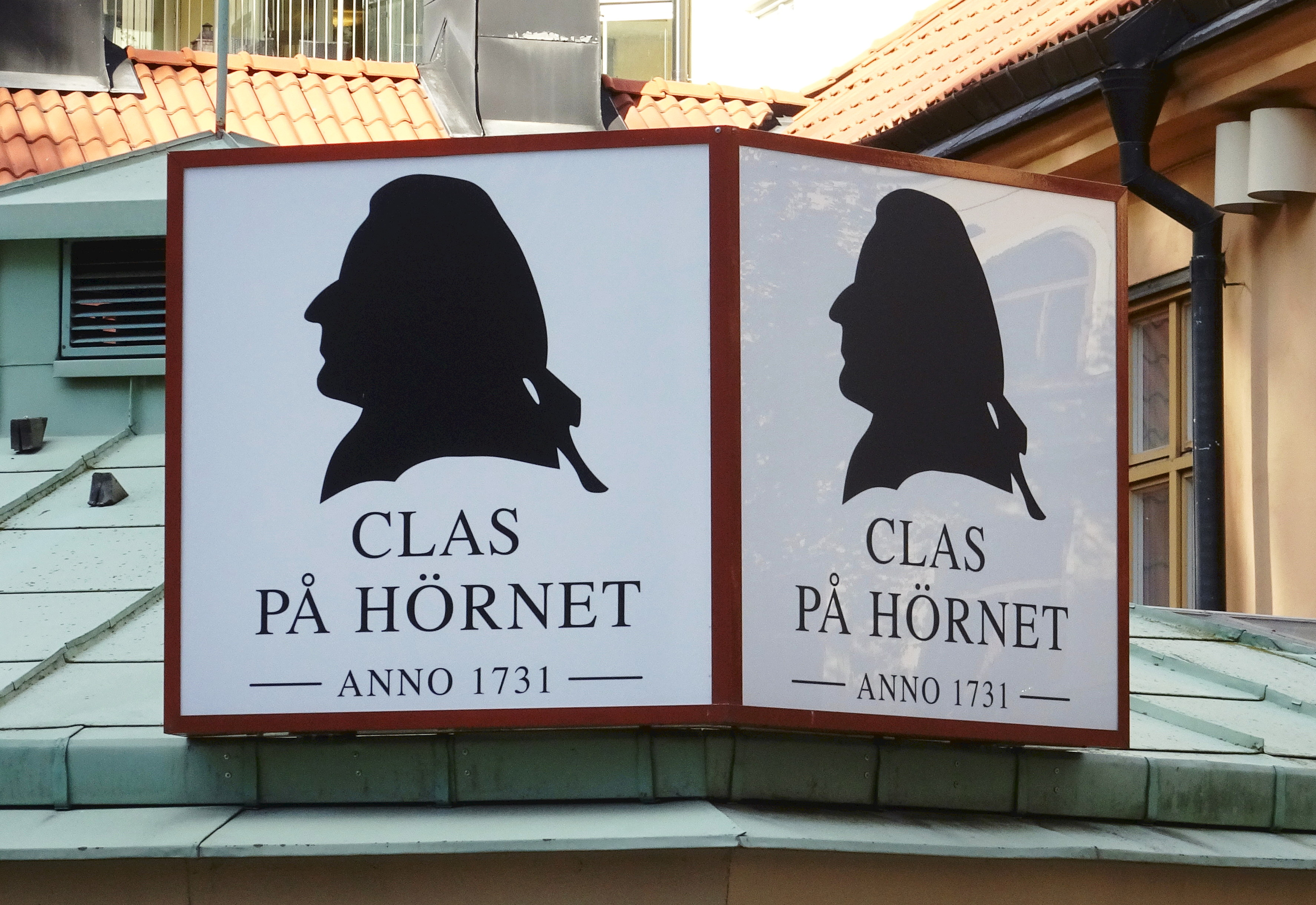
Skylten i oktober 2019.
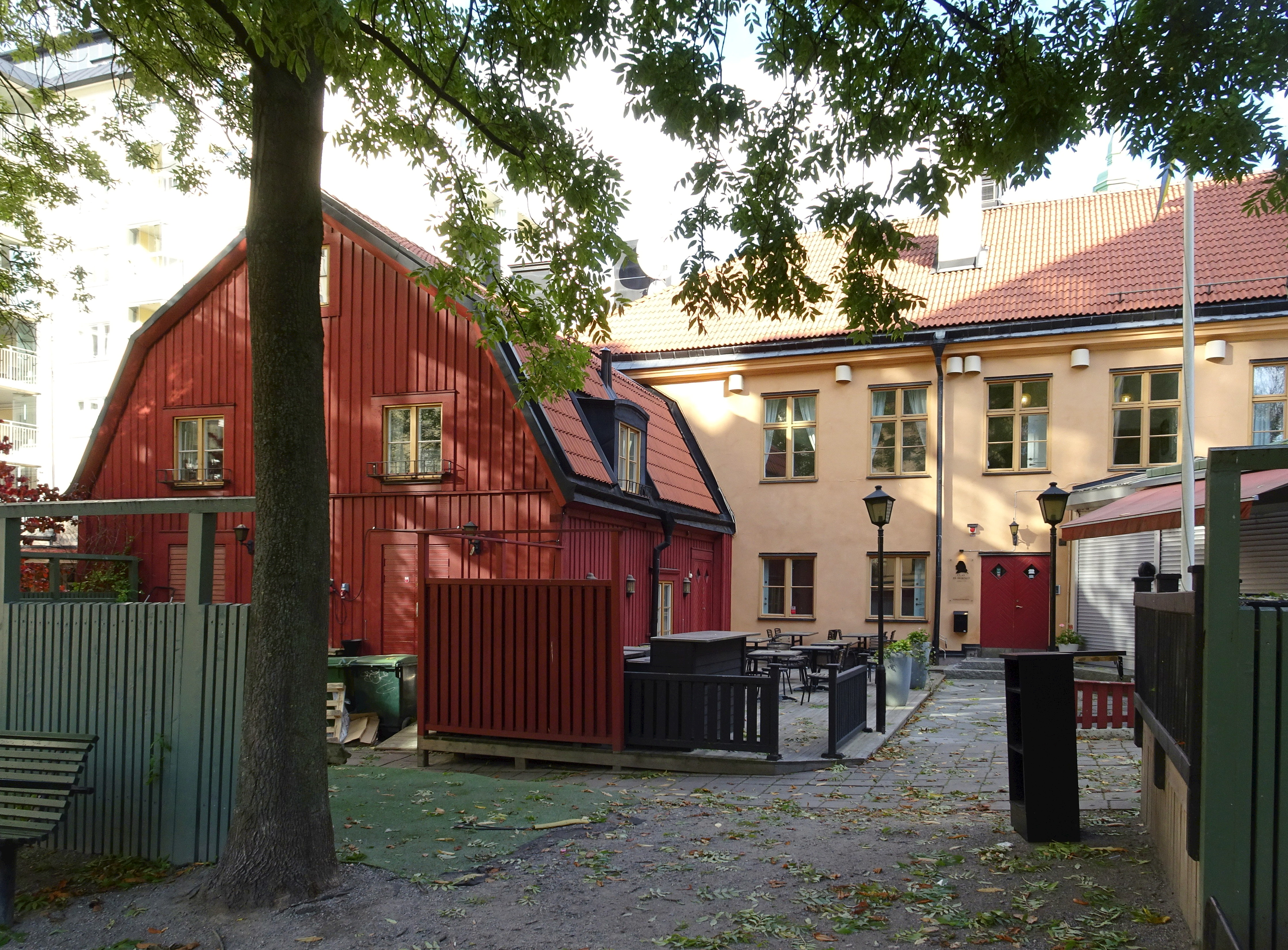
Innergården.
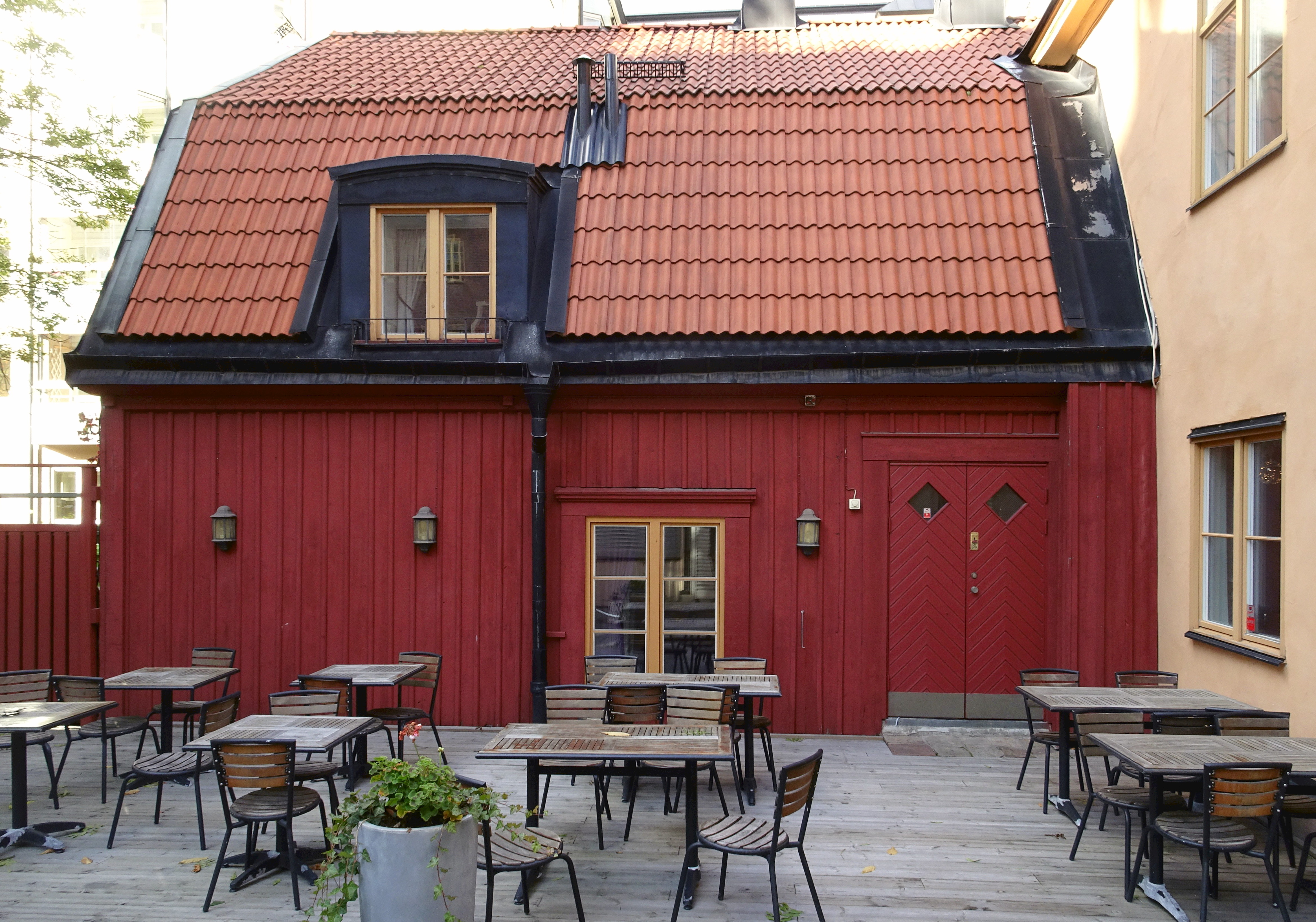
Uteserveringen.
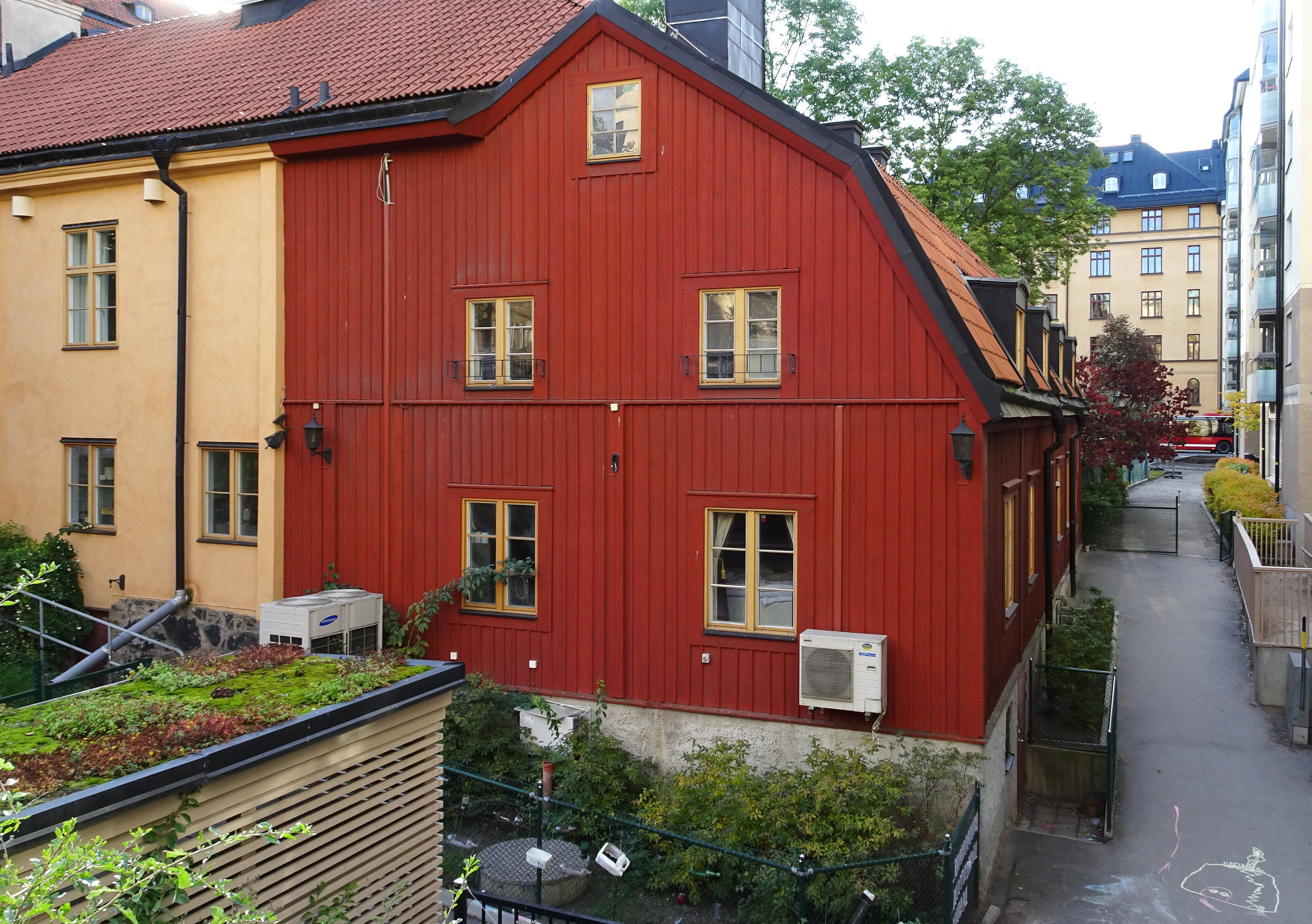
Fasaden mot Birger Jarlsgatan.